# Oberer Steigerwald
Oberer Steigerwald este o arie protejată (arie de protecție specială avifaunistică — SPA) din Germania întinsă pe o suprafață de 15.559,76 ha, integral pe uscat.

## Localizare
Centrul sitului Oberer Steigerwald este situat la coordonatele 49°56′06″N 10°33′08″E / 49.935°N 10.5522°E.

## Înființare
Situl Oberer Steigerwald a fost declarat arie de protecție specială avifaunistică în septembrie 2006 pentru a proteja 17 specii de animale.

## Biodiversitate
Situată în ecoregiunea continentală, aria protejată nu include niciun habitat protejat.
La baza desemnării sitului se află mai multe specii protejate de  păsări (17): minunița (Aegolius funereus), pescăruș albastru (Alcedo atthis), buha (Bubo bubo), barză neagră (Ciconia nigra), porumbel de scorbură (Columba oenas), ciocănitoarea de stejar (Dendrocopos medius), ciocănitoare neagră (Dryocopus martius), șoimul rândunelelor (Falco subbuteo), muscar-gulerat (Ficedula albicollis), muscar (Ficedula parva), ciuvică (Glaucidium passerinum), capîntortură (Jynx torquilla), sfrâncioc roșiatic (Lanius collurio), gaia roșie (Milvus milvus), viespar (Pernis apivorus), ciocănitoare verzuie (Picus canus), sitar de pădure (Scolopax rusticola).